# 1967 في البرازيل
فيما يلي قوائم الأحداث التي وقعت خلال عام 1967 في البرازيل.

## سياسة

### انتهاء فترة المنصب
- 15 مارس – هومبرتو دي إلينكار كاستيلو برانكو رئيس البرازيل.

## مواليد

### يناير
- 11 يناير – سيرجيو سواريس لاعب كرة قدم برازيلي.

### فبراير
- 2 فبراير – إديو مانغا لاعب كرة قدم برازيلي.

### مارس
- 13 مارس – إيدسون رودريغيز لاعب كرة قدم برازيلي.
- 25 مارس – جيلسون دا سوزا لاعب كرة قدم إكوادوري.

### أبريل
- 3 أبريل – فيرناندو أنريك ماريانو لاعب كرة قدم برازيلي.
- 19 أبريل – كلاوديو باتيستا دوس سانتوس لاعب كرة قدم برازيلي.

### مايو
- 5 مايو – كارلوس ألبرتو دياز لاعب كرة قدم برازيلي.
- 22 مايو – تونينيو سيسيليو
- 29 مايو – ألكسندر غالو لاعب كرة قدم برازيلي.

### يونيو
- 2 يونيو – سيسي لاعبة كرة قدم برازيلية.
- 9 يونيو – سيرجيو فارياس لاعب ومدرب كرة قدم برازيلي.
- 17 يونيو – زينهو لاعب كرة قدم برازيلي.

### يوليو
- 1 يوليو – ماريسا مونتي مغنية برازيلية.
- 27 يوليو – إدينيو بايانو لاعب كرة قدم برازيلي.

### أكتوبر
- 21 أكتوبر – آلسيندو ساتورو لاعب كرة قدم برازيلي.

## وفيات

### فبراير
- 26 فبراير – أوكتاسيليو بينهيرو غيرا (مواليد 1909) لاعب كرة قدم برازيلي.

### نوفمبر
- 19 نوفمبر – جواو كيمارايس روزا (مواليد 1908) روائي برازيلي.